# Bruine knolparasolzwam
De bruine knolparasolzwam (Chlorophyllum brunneum) is een schimmel behorend tot de familie Agaricaceae.

## Taxonomie
Dit taxon werd voor het eerst wetenschappelijk beschreven in 1929 door William Gilson Farlow en Edward Angus Burt en noemde het Lepiota brunnea. De huidige naam erkend door Index Fungorum werd in 2002 gegeven door Else Vellinga, waardoor het werd overgebracht naar het geslacht Chlorophyllum.

## Kenmerken

### Uiterlijke kenmerken
Hoed
De hoed is dikvlezig, 10 tot 15 cm in diameter, bruinachtig, later blijft het midden bruin en de rest van het oppervlak heeft een lichte achtergrond met grote bruine achterblijvende schubben.
Vlees
Het vruchtvlees is wit. Het heeft een vage geur en smaak van ongekookte aardappelen.
Lamellen
De lamellen zijn wit, later met lichtbruine vlekken en uiteindelijk roodbruin.
Steel
De steel heeft een lengte tot 12 cm en een dikte 1,5-2 cm. De vorm is cilindrisch, relatief kort en dik, aan de basis heeft een knol met een diameter tot 5-6 cm. Het oppervlak is glad, wit, later grijsbruin.

### Microscopische kenmerken
De sporen zijn ellipsoïde, glad, kleurloos, wit van kleur in bulk en met een grote kiemopening en één of meer oliedruppeltjes per spore. De sporenmaat is 10–12 × 6–7 µm. De cystidia zijn aanwezig en meten 50 × 20 µm.

## Verspreiding
In Nederland komt de bruine knolparasolzwam vrij zeldzaam voor. 